# Мркоњићи
Мркоњићи су насељено мјесто у граду Требиње, Република Српска, БиХ. Према попису становништва из 1991. у насељу је живјело 51 становника.

## Историја
Насеље је 12. маја 2012. посјетио патријарх српски Иринеј и том приликом у цркви служио свету архијерејску литургију. Патријарховој посјети су присуствовали председник Републике Српске Милорад Додик, епископ никшићко-будимљански Јоаникије Мићовић, епископ захумско-херцеговачки и приморски Григорије Дурић, Атанасије Јевтић, епископ далматински Фотије Сладојевић, епископ западно-амерички Максим Васиљевић, режисер Емир Кустурица и други. Патријарх Иринеј је у Мркоњићима одликовао Емира Кустурицу Орденом Светог Саве првог степена.

## Култура
Храм Српске православне цркве је посвећен Светом Василију Острошком и Тврдошком.
Црква Светог Николе у Поповом Пољу, окружена је некрополом од десетак стећака. Обнављана је у 19. вијеку, као једнобродни храм са полукружном аспидом и звоником „на преслицу”. Уз Цркви се налази гроб мајке светог Василија Острошког, светитеља посебно поштованог у Старој Херцеговини, рођеног у Мркоњићима.

## Становништво
| Демографија | Демографија | Демографија |
| Година      | Становника  | Становника  |
| ----------- | ----------- | ----------- |
| 1948.       | 138         |             |
| 1953.       | 141         |             |
| 1961.       | 142         |             |
| 1971.       | 105         |             |
| 1981.       | 89          |             |
| 1991.       | 51          |             |

## Знамените личности
- Свети Василије Острошки, свештеник и светитељ Српске православне цркве